# Furijan
Pogostost priimka Furijan je bila po podatkih Statističnega urada Republike Slovenije na dan 1. januarja 2010 manjša kot 5 oseb. 

## Znani nosilci priimka
- Maks Furijan (1904—1993), slovenski gledališki in filmski igralec
- Štefan Furijan (1942—2022), slovensko-hrvaški baletni plesalec in koreograf